# Saint-Symphorien (Sarthe)
Saint-Symphorien è un comune francese di 575 abitanti situato nel dipartimento della Sarthe nella regione dei Paesi della Loira.

## Società

### Evoluzione demografica
Abitanti censiti